# Vârloveni, Argeș
Vârloveni este un sat în comuna Cotmeana din județul Argeș, Muntenia, România.